# Spinacz do bielizny

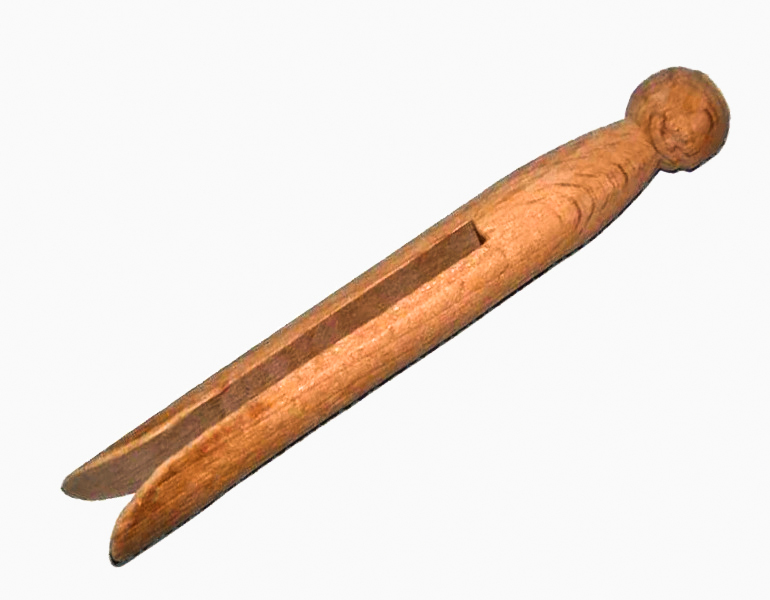
Wczesna drewniana klamerka

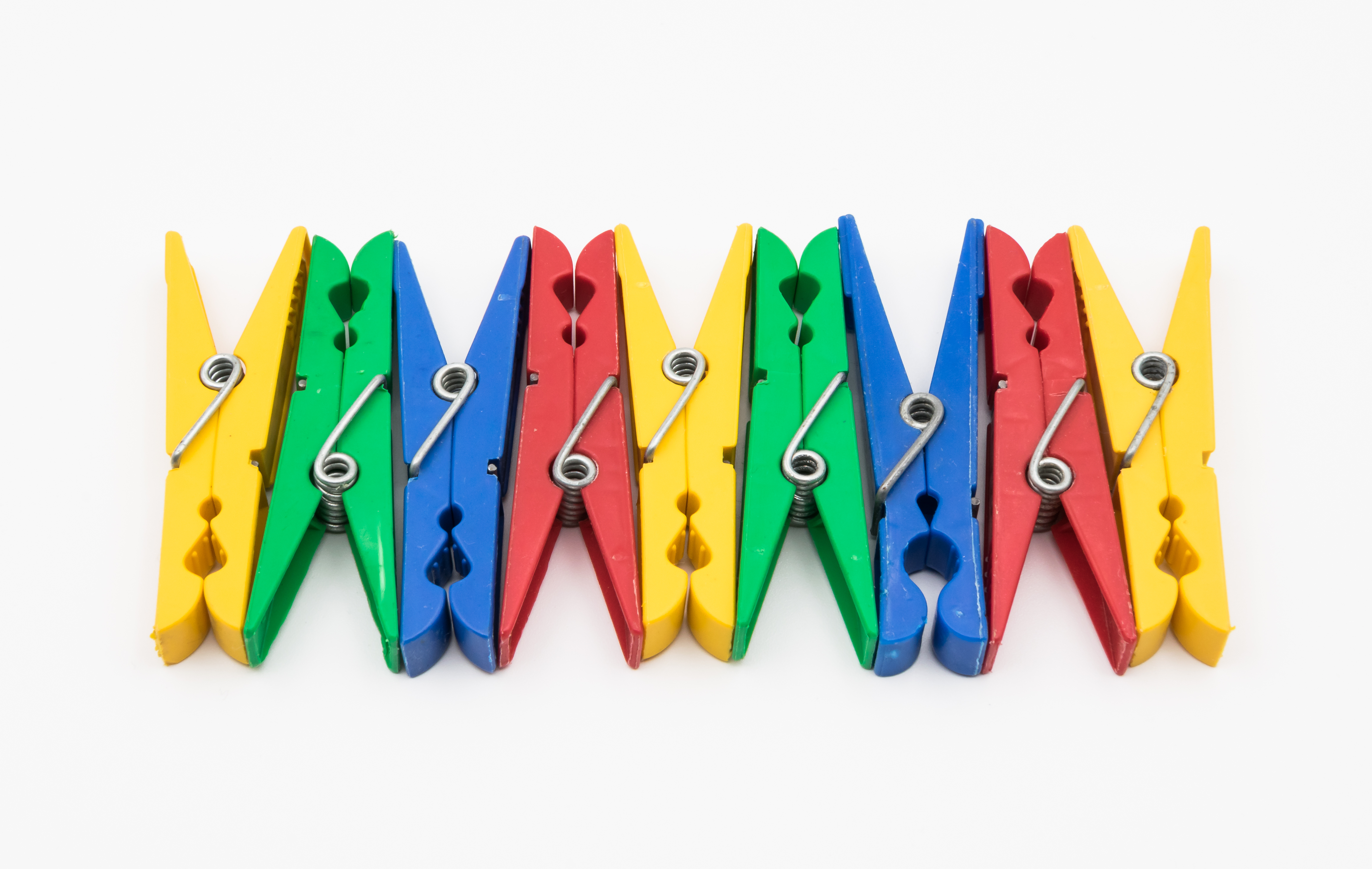
Współczesna klamerka wykonane z plastiku z metalową sprężyną

Klamerka, żabka lub spinacz – prosty przyrząd mechaniczny służący do przymocowywania mokrego prania do linki. Klamerki są produkowane w wielu odmianach.

## Nazwa
Urządzenie mechaniczne służące do przypinania mokrego prania do sznurka nie ma przyjętej i oficjalnej polskiej nazwy. Potocznie używanych jest kilka różnych nazw, które nie są przypisane do konkretnych rejonów Polski. Używane są takie nazwy jak „spinacz” czy „klamerka”. W sprzedaży używane są takie nazwy jako „żabki”, „spinacze”, „klamerki”, często z dodatkowym określeniem „do prania” lub „do bielizny”.

## Konstrukcja
Klamerki składają się zazwyczaj z dwóch części połączonych sprężyną lub kawałkiem blaszki. Klamerki służą do przymocowania prania do linki, ściskając mokry materiał zawieszony na lince.

## Historia
Za pierwszą osobę, która stworzyła klamerkę, uchodzi Jérémie Victor Opdebec, który opatentował swój wynalazek w 1809, choć żabki były prawdopodobnie znane już wcześniej. Klamerka Opdebeca była wykonana z jednego kawałka drewna i nie posiadała mechanizmu zapewniającego zamykanie się jej.
Nowoczesną klamerkę opatentował w 1853 David M. Smith, jego przyrząd został udoskonalony w 1887 przez Solona E. Moore’a, który dodał „skręconą oś” (coiled fulcrum) z drutu działającą jak sprężyna. Podobne klamerki używane są do czasów współczesnych.